# Natação nos Jogos Olímpicos de Verão de 2020 - Revezamento 4x200 m livre feminino
A competição do revezamento 4x200 m livre feminino da natação nos Jogos Olímpicos de Verão de 2020 foi disputada em 28 e 29 de julho de 2021 no Centro Aquático, em Tóquio. Um total de 72 nadadoras de 15 Comitês Olímpicos Nacionais (CON) participaram do evento.

## Qualificação
As doze melhores equipes neste evento no durante o Campeonato Mundial de Esportes Aquáticos de 2019 se classificaram para as Olimpíadas. Outras quatro equipes se classificaram por terem os tempos mais rápidos em eventos de qualificação aprovados durante o período entre 1º de março de 2019 a 30 de maio de 2020.

## Formato
A competição consiste em duas rodadas: preliminares e final. As equipes com os oito melhores tempos nas baterias preliminares avançam a final. Desempates (swim-offs) são utilizados conforme necessário para quebrar os empates de avanço a próxima rodada.

## Calendário
Horário local (UTC+9)
| Data                | Horário | Fase         |
| ------------------- | ------- | ------------ |
| 28 de julho de 2021 | 20:15   | Preliminares |
| 29 de julho de 2021 | 12:30   | Final        |

## Medalhistas
|  | CHN China                                                             |  | USA Estados Unidos                                                                    |  | AUS Austrália |
|  | Yang Junxuan Tang Muhan Zhang Yufei Li Bingjie Dong Jie* Zhang Yifan* |  | Allison Schmitt Paige Madden Katie McLaughlin Katie Ledecky Brooke Forde* Bella Sims* |  | Ariarne Titmus Emma McKeon Madison Wilson Leah Neale Tamsin Cook* Meg Harris* Mollie O'Callaghan* Brianna Throssell* |

*Participaram apenas das eliminatórias, mas também receberam medalhas.

## Recordes
Antes desta competição, os recordes mundiais e olímpicos da prova eram os seguintes:
| Tipo | Atleta | Tempo   | Local   | Data                |
| ---- | --- | ------- | ------- | ------------------- |
|      | AUS Austrália Ariarne Titmus (1:54.27) Madison Wilson (1:56.73) Brianna Throssell (1:55.60) Emma McKeon (1:54.90)       | 7:41.50 | Gwangju | 25 de julho de 2019 |
|      | USA Estados Unidos Missy Franklin (1:55.96) Dana Vollmer (1:56.02) Shannon Vreeland (1:56.85) Allison Schmitt (1:54.09) | 7:42.92 | Londres | 1 de agosto de 2012 |

Os seguintes recordes mundiais e/ou olímpicos foram estabelecidos durante esta competição:
| Data                | Evento | Atleta                                                                                           | Tempo   | Notas |
| ------------------- | ------ | ------------------------------------------------------------------------------------------------ | ------- | ----- |
| 29 de julho de 2021 | Final  | CHN China Yang Junxuan (1:54.37) Tang Muhan (1:55.00) Zhang Yufei (1:55.66) Li Bingjie (1:55.30) | 7:40.33 | ,     |

## Resultados

### Preliminares
As equipes com as oito primeiras colocações, independente da bateria, avançam a final.
| Pos. | Bateria | Raia | CON                | Nadadoras | Tempo   | Notas            |
| ---- | ------- | ---- | ------------------ | --- | ------- | ---------------- |
| 1    | 2       | 4    | AUS Austrália      | Mollie O'Callaghan (1:55.11) Meg Harris (1:57.01) Brianna Throssell (1:56.46) Tamsin Cook (1:56.03)               | 7:44.61 | Q                |
| 2    | 1       | 4    | USA Estados Unidos | Bella Sims (1:58.59) Paige Madden (1:55.96) Katie McLaughlin (1:56.02) Brooke Forde (1:57.00)                     | 7:47.57 | Q                |
| 3    | 1       | 5    | CHN China          | Tang Muhan (1:57.29) Zhang Yifan (1:57.63) Dong Jie (1:57.77) Li Bingjie (1:56.29)                                | 7:48.98 | Q                |
| 4    | 2       | 5    | CAN Canadá         | Katerine Savard (1:58.18) Rebecca Smith (1:55.99) Mary-Sophie Harvey (1:57.53) Sydney Pickrem (1:59.82)           | 7:51.52 | Q                |
| 5    | 2       | 3    | ROC                | Anastasia Guzhenkova (1:57.26) Valeriya Salamatina (1:58.87) Veronika Andrusenko (1:57.77) Anna Egorova (1:58.14) | 7:52.04 | Q                |
| 6    | 1       | 3    | GER Alemanha       | Isabel Gose (1:57.29) Leonie Kullmann (1:59.00) Marie Pietruschka (1:58.73) Annika Bruhn (1:57.04)                | 7:52.06 | Q                |
| 7    | 1       | 2    | FRA França         | Charlotte Bonnet (1:57.61) Assia Touati (1:58.59) Lucile Tessariol (1:59.39) Margaux Fabre (1:59.46)              | 7:55.05 | Q                |
| 8    | 2       | 6    | HUN Hungria        | Zsuzsanna Jakabos (1:59.19) Laura Veres (1:57.88) Evelyn Verrasztó (2:00.35) Ajna Késely (1:58.74)                | 7:56.16 | Q                |
| 9    | 1       | 6    | JPN Japão          | Chihiro Igarashi (1:57.87) Rio Shirai (1:59.94) Nagisa Ikemoto (2:00.25) Aoi Masuda (2:00.33)                     | 7:58.39 |                  |
| 10   | 2       | 7    | BRA Brasil         | Aline Rodrigues (2:00.15) Larissa Oliveira (2:01.50) Nathalia Almeida (1:59.18) Gabrielle Roncatto (1:58.67)      | 7:59.50 |                  |
| 11   | 1       | 1    | RSA África do Sul  | Aimee Canny (1:58.41) Rebecca Meder (2:00.53) Duné Coetzee (1:59.75) Erin Gallagher (2:02.87)                     | 8:01.56 | Recorde africano |
| 12   | 2       | 1    | NZL Nova Zelândia  | Erika Fairweather (1:57.38) Carina Doyle (2:02.18) Eve Thomas (2:00.75) Ali Galyer (2:05.85)                      | 8:06.16 |                  |
| 13   | 1       | 7    | TUR Turquia        | Viktoriya Zeynep Güneş (2:04.42) Beril Böcekler (2:02.03) Deniz Ertan (2:04.15) Merve Tuncel (2:00.36)            | 8:10.96 |                  |
| 14   | 1       | 8    | KOR Coreia do Sul  | Jung Hyun-young (2:01.27) Kim Seo-yeong (1:59.98) Han Da-kyung (2:04.38) An Se-hyeon (2:05.53)                    | 8:11.16 |                  |
| 15   | 2       | 2    | ITA Itália         | Stefania Pirozzi (2:01.64) Anna Chiara Mascolo Giulia Vetrano Federica Pellegrini                                 | DSQ     |                  |
| 15   | 2       | 8    | HKG Hong Kong      | Stephanie Au Camille Cheng Siobhán Haughey Ho Nam Wai                                                             | DNS     |                  |

### Final
As três equipes mais rápidas na final conquistaram as medalhas.
| Pos. | Raia | CON                | Nadadoras | Tempo   | Notas              |
| ---- | ---- | ------------------ | --- | ------- | ------------------ |
| 01 ! | 3    | CHN China          | Yang Junxuan (1:54.37 ) Tang Muhan (1:55.00) Zhang Yufei (1:55.66) Li Bingjie (1:55.30)                           | 7:40.33 | Recorde mundial    |
| 02 ! | 5    | USA Estados Unidos | Allison Schmitt (1:56.34) Paige Madden (1:55.25) Katie McLaughlin (1:55.38) Katie Ledecky (1:53.76)               | 7:40.73 | Recorde da América |
| 03 ! | 4    | AUS Austrália      | Ariarne Titmus (1:54.51) Emma McKeon (1:55.31) Madison Wilson (1:55.62) Leah Neale (1:55.85)                      | 7:41.29 | Recorde da Oceania |
| 4    | 6    | CAN Canadá         | Summer McIntosh (1:55.74) Rebecca Smith (1:57.30) Kayla Sanchez (1:55.59) Penny Oleksiak (1:55.14)                | 7:43.77 | Recorde nacional   |
| 5    | 2    | ROC                | Anna Egorova (1:58.22) Valeriya Salamatina (1:58.31) Veronika Andrusenko (1:58.17) Anastasia Guzhenkova (1:57.45) | 7:52.15 |                    |
| 6    | 7    | GER Alemanha       | Isabel Gose (1:58.63) Leonie Kullmann (1:59.19) Marie Pietruschka (1:58.36) Annika Bruhn (1:57.71)                | 7:53.89 |                    |
| 7    | 8    | HUN Hungria        | Zsuzsanna Jakabos (1:58.61) Laura Veres (1:59.71) Ajna Késely (1:58.14) Boglárka Kapás (2:00.16)                  | 7:56.62 |                    |
| 8    | 1    | FRA França         | Charlotte Bonnet (1:58.08) Assia Touati (1:58.82) Lucile Tessariol (2:00.86) Margaux Fabre (2:00.39)              | 7:58.15 |                    |

Legenda
| Recorde mundial      | Recorde mundial (World record)               |                       | Recorde africano                      | Recorde africano (African) |                                           | Q | Classificado por posição (Qualified) |
| Recorde olímpico     | Recorde olímpico (Olympic record)            | Recorde da América    | Recorde da América (Americas)         | q                          | Classificado por melhor tempo (Qualified) |   |                                      |
| Melhor marca do ano  | Melhor marca do ano (World leading)          | Recorde asiático      | Recorde asiático (Asian)              | DNS                        | Não largou (Did not start)                |   |                                      |
| Recorde nacional     | Recorde nacional (National record)           | Recorde europeu       | Recorde europeu (European)            | DNF                        | Não terminou (Did not finish)             |   |                                      |
| Recorde pessoal      | Recorde pessoal do atleta (Personal best)    | Recorde da Oceania    | Recorde da Oceania (Oceania)          | DSQ / DQ                   | Desclassificado (Disqualified)            |   |                                      |
| Recorde da temporada | Recorde da temporada do atleta (Season best) | Recorde sul-americano | Recorde sul-americano (South America) | NM                         | Sem marca (No mark)                       |   |                                      |